# Tim Valentine

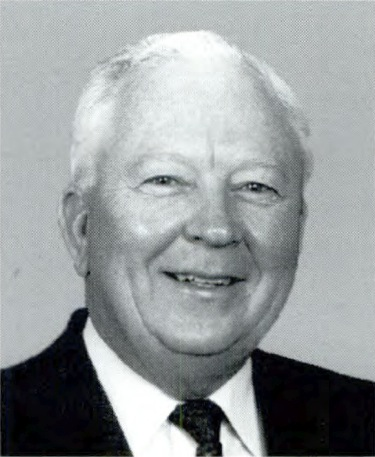
Tim Valentine (1993)

Itimous Thaddeus „Tim“ Valentine Jr. (* 15. März 1926 in Rocky Mount, North Carolina; † 10. November 2015 ebenda) war ein US-amerikanischer Politiker. Zwischen 1983 und 1995 vertrat er den Bundesstaat North Carolina im US-Repräsentantenhaus.

## Werdegang
Tim Valentine besuchte die öffentlichen Schulen in Nashville, dem County Seat des Nash County. In der Endphase des Zweiten Weltkrieges diente er zwischen 1944 und 1946 im Fliegerkorps der US Army, aus dem später die Air Force hervorging. Bis 1948 besuchte Valentine dann die Militärschule The Citadel in Charleston (South Carolina). Nach einem anschließenden Jurastudium an der University of North Carolina in Chapel Hill und seiner 1952 erfolgten Zulassung als Rechtsanwalt begann er in Nashville in seinem neuen Beruf zu arbeiten. Gleichzeitig schlug er als Mitglied der Demokratischen Partei eine politische Laufbahn ein.
Zwischen 1955 und 1960 war Valentine Abgeordneter im Repräsentantenhaus von North Carolina; von 1966 bis 1968 fungierte er als Vorsitzender seiner Partei auf Staatsebene. 1968 war er Delegierter zur Democratic National Convention in Chicago, auf der Hubert H. Humphrey als Präsidentschaftskandidat nominiert wurde. Bei den Kongresswahlen des Jahres 1982 wurde er im zweiten Wahlbezirk von North Carolina in das US-Repräsentantenhaus in Washington, D.C. gewählt, wo er am 3. Januar 1983 die Nachfolge von Lawrence H. Fountain antrat. Nach fünf Wiederwahlen konnte er bis zum 3. Januar 1995 sechs Legislaturperioden im Kongress absolvieren. Im Jahr 1992 wurde der 27. Verfassungszusatz ratifiziert.
1994 verzichtete Valentine auf eine erneute Kandidatur. Nach seinem Ausscheiden aus dem US-Repräsentantenhaus zog er sich aus der Politik zurück.